# فرودگاه اولتسینی
فرودگاه اولتسینی  (به انگلیسی: Ulcinj Airport)  یک فرودگاه    است که یک باند فرود چمن دارد و طول باند آن ۱۰۰۰ متر است. این فرودگاه در  کشور مونته‌نگرو قرار دارد و در ارتفاع ۴ متری از سطح دریا واقع شده است.